# Dấu thập phân
Dấu thập phân là ký hiệu được sử dụng để tách phần nguyên khỏi phần phân số của một số được viết ở dạng thập phân.
Các quốc gia khác nhau chính thức chỉ định các ký hiệu khác nhau cho dấu phân cách thập phân. Việc lựa chọn ký hiệu cho dấu phân cách thập phân cũng ảnh hưởng đến việc lựa chọn ký hiệu cho dấu phân cách hàng nghìn được sử dụng trong nhóm chữ số, do đó, ký tự sau cũng được nói đến trong bài viết này.
Bất kỳ ký hiệu như vậy có thể được gọi là dấu phân tách thập phân, tương ứng với một dấu chấm hoặc dấu phẩy tương ứng, khi nó được sử dụng làm dấu tách thập phân,
Trong nhiều ngữ cảnh, khi một số được nói, chức năng của dấu phân cách thập phân được ám chỉ bằng tên được nói của ký hiệu:  phẩy hoặc chấm trong hầu hết các trường hợp. Trong một số bối cảnh chuyên ngành, thay vào đó, từ tiếng Anh decimal được sử dụng cho mục đích này (chẳng hạn như trong thông tin liên lạc quy chuẩn của kiểm soát không lưu được điều khiển do ICAO ban hành, dùng để trao đổi giữa không lưu và máy bay).
Trong toán học, dấu thập phân là một loại điểm cơ số, một thuật ngữ cũng áp dụng cho các hệ thống số có cơ số khác 10.

## Lịch sử
Trong thời trung cổ, trước khi in, một dấu gạch (¯) trên chữ số đơn vị đã được sử dụng để tách phần tách rời của một số khỏi phần phân số của nó, ví dụ 9995 (có nghĩa là 99,95 với dấu thập phân). Một ký hiệu tương tự vẫn được sử dụng phổ biến dưới dạng chữ viết tắt cho các chữ số siêu ký tự, đặc biệt đối với các giá trị tiền tệ không có dấu tách thập phân, ví dụ 9995. Sau đó, một "khoảng cách ngắn" giữa các vị trí đơn vị và phần mười đã trở thành chuẩn mực trong toán học Ả Rập (ví dụ 99ˌ95), trong khi một hình chữ L hoặc ký hiệu sổ dọc (|) đóng vai trò phân cách tại nước Anh. Khi ký tự này được đưa vào sắp chữ, việc sử dụng dấu phẩy (99,95) hoặc dấu chấm (99.95) có sẵn để thay thế tỏ ra thuận tiện hơn.